# Oncaea subtilis
Oncaea subtilis är en kräftdjursart som beskrevs av Giesbrecht 1892. Oncaea subtilis ingår i släktet Oncaea och familjen Oncaeidae. Inga underarter finns listade i Catalogue of Life.